# Tenues traditionnelles Antakarana
 (avril 2025).
Les costumes traditionnels Antakarana 
sont des costumes caractéristiques de la partie Nord de Madagascar, symboles forts de leurs l'identité culturelle et de l'appartenance à la communauté.Ils se caractérisent par un ensemble en tissu de couleur vives et ornés des motifs élaborés appelé kisaly et salovana  portées par les Antakarana lors des cérémonies , festivals ,rituels ou dans la vie quotidienne.Ainsi que d'un type de coiffure assez compliqué appelé taly (tresse), accompagné des bijoux en or, et mis en valeur par le port du masonjoany sur le visage.Les jeunes  ne portent pas quotidiennement le salovana et kisaly.

## Histoire
La couleur , la coupe, les motifs sont inspirés des habits traditionnels  indiens, africains et indonésien :le sari et le sarong Ces tenues traditionnelles sont des moyens pour transmettre l'héritage culturel Antakarana de génération en génération , de célébrer l'ethnie.

## Caractéristiques du tissu

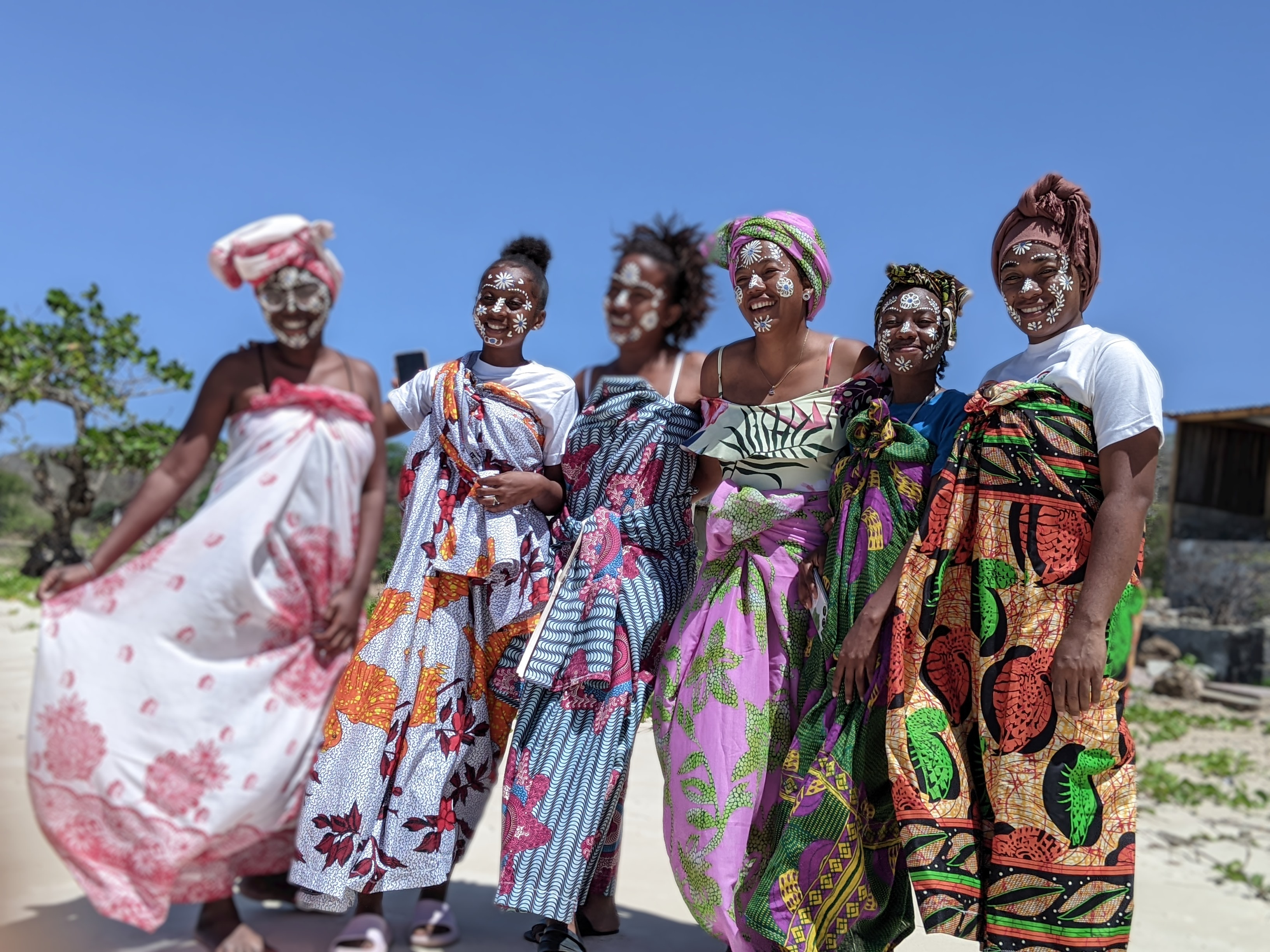
Salovana et kisaly portée à la plage

Le kisaly et salovana sont des vêtements  fabriqués à partir des tissus en coton locaux et aussi avec des tissus raffinés pour les occasions spéciales.

## Pour les femmes
Le kisaly et salovana, lorsqu'ils sont portés ensemble forment ce qu'on appelle  salovana complet.
Le salovana est un tissu  mesurant 110/160cm cousu afin d' être enfilé, noué sur la taille ou à la poitrine.Le kisaly , quant à lui se porte sur la tête pour se protéger du soleil et pour faciliter le travail; il peut aussi être porté sur une ou sur les deux épaules par souci de coquetterie ou sur la taille lorsqu' on est fatigués ou pour danser; en outre, le kisaly peut servir de  couverture pour se réchauffer ou de porte-bébé pour les mamans.

## Pour les hommes

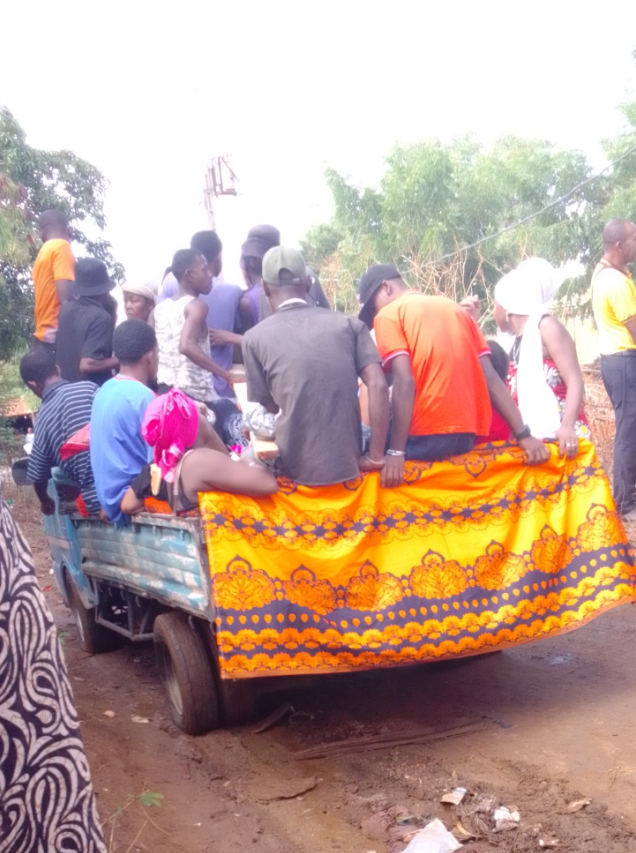
le kisaly au transport de dépouille mortelle

Pour les hommes, le kitamby, une sorte de pagne noué à la hanche  